# Petrolina
Petrolina este un oraș în Pernambuco (PE), Brazilia.